# 트레이스 (프로게이머)
트레이스(본명: 여창동, 1989년 11월 2일 ~ )은 대한민국의 전직 리그 오브 레전드 프로게이머이다. 현재 프로게임단 지도자로 활동하고 있다. 선수 시절 아이디는 TrAce이며 포지션은 탑 라이너였다. 진에어 그린윙스 입단 이후 은퇴할 때까지 줄곧 한팀에서만 활동한 진에어의 프랜차이즈 스타였다.

## 선수 시절
2013년 2월 15일, AHQ 코리아에 입단하면서 프로 커리어를 시작했다. 팀이 훈수좋은날을 거쳐 진에어 그린윙스로 개편될 때까지 잔류했다.
2016 스프링 시즌 팀의 주전으로 활약하면서 팀의 포스트시즌 진출에 기여했다.
2016시즌 종료 이후 은퇴를 선언했다.

## 지도자 생활
2016년 12월 2일, 삼성 갤럭시의 코치로 부임하였다. 2017시즌 롤드컵에서 코칭스태프로 참여하여 팀의 우승에 기여했다. 2020년 11월 11일, 팀에서 퇴단했다.

## 소속팀

### 선수
| # | 팀명       | 소속 기간             | 소속 리그 | 비고 |
| - | ---------- | --------------------- | --------- | ---- |
| 1 | AHQ 코리아 | 2013.02.15~2016.11.30 | LCK       |      |

### 지도자
| # | 팀명        | 직책 | 소속 기간             | 소속 리그 | 비고 |
| - | ----------- | ---- | --------------------- | --------- | ---- |
| 1 | 삼성 갤럭시 | 코치 | 2016.12.02~2020.11.11 | LCK       |      |

## 수상 내역

### 선수
- 리그 오브 레전드 챌린저스 코리아 서머 2015 리그 2 우승

### 지도자
- 리프트 라이벌즈 2017 준우승
- IEM 시즌 11 경기 우승
- 리그 오브 레전드 월드 챔피언십 2017 우승
- 리그 오브 레전드 월드 챔피언십 2018 8강
- 2018 LoL KeSPA컵 준우승
- 리그 오브 레전드 챔피언스 코리아 스프링 2020 준우승
- 리그 오브 레전드 월드 챔피언십 2020 8강